# Lamon
Lamon település Olaszországban, Veneto régióban, Belluno megyében. Lakosainak száma 2629 fő (2023. január 1.). Lamon Canal San Bovo, Cinte Tesino, Sovramonte, Arsiè, Castello Tesino és Fonzaso községekkel határos.

## Népesség
A település lakossága az elmúlt években az alábbi módon változott:
| Lakosok száma | 2842 | 2813 | 2629 |
|               | 2017 | 2018 | 2023 |